# Nullosetigera mutata
Nullosetigera mutata är en kräftdjursart som först beskrevs av Tanaka 1964.  Nullosetigera mutata ingår i släktet Nullosetigera och familjen Nullosetigeridae. Inga underarter finns listade i Catalogue of Life.